# Gesetz der Nachfrage
Als Gesetz der Nachfrage (englisch law of demand) bezeichnet man in der Volkswirtschaftslehre ein häufig benutztes Theorem, das in der einfachsten Version besagt, dass die Nachfrage nach einem normalen Gut abnimmt, wenn sich sein Preis erhöht. Dabei bezeichnet man ein Gut als normal, wenn eine Erhöhung des Einkommens dazu führt, dass mehr von dem Gut nachgefragt wird. Pendant ist das Gesetz des Angebots. 

## Allgemeines
Außerhalb der Rechtswissenschaft (formales Gesetz) spricht man in den Wissenschaften von einem Gesetz, wenn aus einer Theorie orts- und zeitunabhängig allgemeingültige Aussagen abgeleitet werden, die weltweit gelten (Gesetzmäßigkeiten). Das Gesetz der Nachfrage wurde aus empirischen Beobachtungen und logischen Ableitungen entwickelt und mündet in dem Grundsatz, dass im Regelfall bei einem niedrigen Preis eines Gutes eine größere und bei einem hohen Preis eine kleinere Angebotsmenge nachgefragt wird. Dabei ist es ohne Bedeutung, ob das Konsumverhalten der Verbraucher rationalen oder irrationalen Überlegungen folgt, weil das für die Nachfrage verfügbare Einkommen begrenzt ist. 

## Implikationen
Nach Gerhard Scherhorn beruht das Gesetz der Nachfrage auf folgenden Implikationen:
- Bei Verknappung eines Gutes passt sich die Güternachfrage an, weil sein steigender Preis für geringere Nachfrage sorgt.
- Umgekehrt passt sich die Nachfrage bei erhöhtem Güterangebot ebenfalls an, weil der sinkende Preis für eine höhere Nachfrage sorgt.
- Bei Entknappung sinkt die Preiselastizität der Nachfrage.
- Gleichzeitig verringert sich auch die prozentuale Gesamtnachfrage.
- Der Effekt der Verringerung der Preiselastizität tritt auch ein, wenn das durchschnittliche Einkommen der Nachfrager steigt.

## Formale Definition und Herleitung

### Theorem
Sei {\displaystyle x_{i}(\mathbf {p} ,y)} die Marshallsche Nachfrage nach einem Gut {\displaystyle i} in Abhängigkeit von einem Preisvektor {\displaystyle \mathbf {p} =(p_{1},\ldots ,p_{n})} und dem individuellen Einkommen {\displaystyle y}. (Die marshallsche Nachfrage resultiert aus dem Nutzenmaximierungsproblem des Haushalts und gibt die Gütermenge – in Abhängigkeit von den Güterpreisen – an, die erforderlich ist, um mit einem gegebenen Einkommen {\displaystyle y} ein möglichst hohes Nutzenniveau zu erreichen.)
Gesetz der Nachfrage: Sei i ein normales Gut, das heißt sei {\displaystyle \partial x_{i}(\mathbf {p} ,y)/\partial y>0}, dann gilt:
{\displaystyle {\frac {\partial x_{i}(\mathbf {p} ,y)}{\partial p_{i}}}<0}

### Beweis
Das Theorem folgt direkt aus der Slutsky-Gleichung, wonach 
{\displaystyle \underbrace {\frac {\partial x_{i}(\mathbf {p} ,y)}{\partial p_{j}}} _{\mathrm {Gesamteffekt} }=\underbrace {\frac {\partial x_{i}^{h}(\mathbf {p} ,{\overline {u}})}{\partial p_{j}}} _{\mathrm {Substitutionseffekt} }\underbrace {-x_{j}(\mathbf {p} ,y){\frac {\partial x_{i}(\mathbf {p} ,y)}{\partial y}}} _{\mathrm {Einkommenseffekt} }}
(Für eine Erläuterung wird auf den Artikel Slutsky-Gleichung verwiesen.) Im Eigenpreisfall i=j geht aus dieser unmittelbar hervor, dass der Einkommenseffekt negativ ist (gemäß der Annahme von Normalität). Der Substitutionseffekt ist jedoch ebenfalls negativ, da die Hicks’sche Nachfrage nach einem Gut stets im Preis dieses Gutes fällt. Dies folgt aus Shephards Lemma: Wegen {\displaystyle x_{i}^{h}(\mathbf {p} ,{\overline {u}})=\partial e(\mathbf {p} ,{\overline {u}})/\partial p_{i}} auch {\displaystyle \partial x_{i}^{h}(\mathbf {p} ,{\overline {u}})/\partial p_{i}=\partial ^{2}e(\mathbf {p} ,{\overline {u}})/\partial p_{i}^{2}}. Da die Ausgabenfunktion {\displaystyle e} aber konkav ist, ist diese partielle Ableitung {\displaystyle \leq 0}.
Folglich ist der Gesamteffekt ebenfalls negativ, was zu zeigen war.

## Gesetz der kompensierten Nachfrage

### Definition
Gesetz der kompensierten Nachfrage: Betrachte zwei beliebige Preistupel {\displaystyle \mathbf {p} ^{0}=\left(p_{1}^{0},\ldots ,p_{n}^{0}\right)} und {\displaystyle \mathbf {p} ^{1}=\left(p_{1}^{1},\ldots ,p_{n}^{1}\right)}, wobei {\displaystyle \mathbf {p} ^{1}} aus {\displaystyle \mathbf {p} ^{0}} durch eine Slutsky-kompensierte Preisänderung hervorgegangen ist. Dann erfüllt die marshallsche Nachfragefunktion {\displaystyle \mathbf {x} (\mathbf {p} ,y)} das Gesetz der kompensierten Nachfrage genau dann, wenn gilt:
{\displaystyle \left(\mathbf {p} ^{1}-\mathbf {p} ^{0}\right)\cdot \left(\mathbf {x} ^{1}-\mathbf {x} ^{0}\right)\leq 0}.

### Zusammenhang zur Theorie offenbarter Präferenzen

#### Vorüberlegung
Man überlege sich, dass in der Ausgangssituation ein Nachfrager gegeben die Güterpreise {\displaystyle \mathbf {p} ^{0}=\left(p_{1}^{0},\ldots ,p_{n}^{0}\right)} und das Haushaltseinkommen {\displaystyle y^{0}} ein optimales Güterbundel {\displaystyle \mathbf {q} ^{0}=\left(q_{1}^{0},\ldots ,q_{n}^{0}\right)} wählt. Nun falle der Preis von Gut i von {\displaystyle p_{i}^{0}} auf {\displaystyle p_{i}^{1}}, woraus ein neues Preistupel {\displaystyle \mathbf {p} ^{1}} resultiert. Zur gleichen Zeit modifiziert ein allwissender Planer das Haushaltseinkommen so, dass für den Haushalt das beste vor der Preisänderung erreichbare Güterbündel, {\displaystyle \mathbf {q} ^{0}}, auch nach der Preissenkung gerade noch so bezahlbar ist (Slutsky-Kompensation).
Annahmegemäß ist der Nutzen aus {\displaystyle \mathbf {q} ^{0}} also gleich dem aus {\displaystyle \mathbf {q} ^{1}}. Da der Haushalt beim Preissystem {\displaystyle \mathbf {p} ^{0}} das Güterbündel {\displaystyle \mathbf {q} ^{0}} und nicht {\displaystyle \mathbf {q} ^{1}} gewählt hat, muss bei Gültigkeit des schwachen Axioms offenbarter Präferenzen (weak axiom of revealed preferences – WARP) das Güterbündel {\displaystyle \mathbf {q} ^{1}} zu Preisen {\displaystyle \mathbf {p} ^{0}} mindestens so teuer gewesen sein als {\displaystyle \mathbf {q} ^{0}}, da es für den Haushalt sonst schon im Zeitpunkt 0 strikt besser gewesen wäre, {\displaystyle \mathbf {q} ^{1}} zu wählen. Formal:
1) {\displaystyle \mathbf {p} ^{0}\cdot \mathbf {q} ^{0}\leq \mathbf {p} ^{0}\cdot \mathbf {q} ^{1}}.
Umgekehrt lässt sich mittels WARP auch analog einsehen, dass beim Preissystem {\displaystyle \mathbf {p} ^{1}} der Haushalt wenigstens einen schwachen Anreiz haben muss, das Güterbündel {\displaystyle \mathbf {q} ^{1}} dem Bündel {\displaystyle \mathbf {q} ^{0}} vorzuziehen – sonst hätte er nicht {\displaystyle \mathbf {q} ^{1}} gewählt. Das Güterbündel {\displaystyle \mathbf {q} ^{1}} kann also zu Preisen {\displaystyle \mathbf {p} ^{1}} nicht teurer sein als das Bündel {\displaystyle \mathbf {q} ^{0}}, das heißt
2) {\displaystyle \mathbf {p} ^{1}\cdot \mathbf {q} ^{1}\leq \mathbf {p} ^{1}\cdot \mathbf {q} ^{0}}.
Addieren von 1) und 2) liefert nun sofort
{\displaystyle \mathbf {p} ^{0}\cdot \mathbf {q} ^{0}+\mathbf {p} ^{1}\cdot \mathbf {q} ^{1}\leq \mathbf {p} ^{0}\cdot \mathbf {q} ^{1}+\mathbf {p} ^{1}\cdot \mathbf {q} ^{0}\quad \Leftrightarrow \quad \left(\mathbf {p} ^{1}-\mathbf {p} ^{0}\right)\cdot \left(\mathbf {q} ^{1}-\mathbf {q} ^{0}\right)\leq 0},
was zu zeigen war.

#### Äquivalenz zu WARP
In der Vorüberlegung wird gezeigt, dass das schwache Axiom offenbarter Präferenzen die Gültigkeit des Gesetzes der kompensierten Nachfrage impliziert. Es lässt sich zeigen, dass hierzu auch die Rückrichtung gilt.
Äquivalenz von WARP und dem Gesetz der kompensierten Nachfrage: Sei die Marshallsche Nachfragefunktion {\displaystyle \mathbf {x} (\mathbf {p} ,y)} homogen vom Grade null und genüge sie dem Walras-Gesetz. Dann genügt {\displaystyle \mathbf {x} (\mathbf {p} ,y)} dem schwachen Axiom offenbarter Präferenzen genau dann (und nur dann), wenn das Gesetz der kompensierten Nachfrage erfüllt ist.